# Arbeia
Arbeia byla velká římská pevnost ve městě South Shields v anglickém hrabství Tyne and Wear. V průběhu dějin prošla několika etapami vývoje; od rušného kosmopolitního přístavu, z kterého byly zásobovány početné posádky 17 pevností Hadriánova valu, po velitelství římského císaře Septimia Severa při invazi do Skotska ve 3. století n. l.
Po odchodu Římanů z Británie pevnost postupně upadala.
První vykopávky se na tomto místě prováděly v 70. letech 19. století a v 70. letech 20. století tam zbourali všechny moderní budovy. Pevnost prošla částečnou rekonstrukcí.
Lokalita je pod správou Muzeí hrabství Tyne and Wear, pod názvem Arbeia Roman Fort and Museum.

## Popis pevnosti, strategická poloha
Pevnost stojí na kopci Lawe, odkud shlíží na řeku Tyne. Byla založena v 2. století a střežila hlavní námořní cestu k Hadriánově valu.

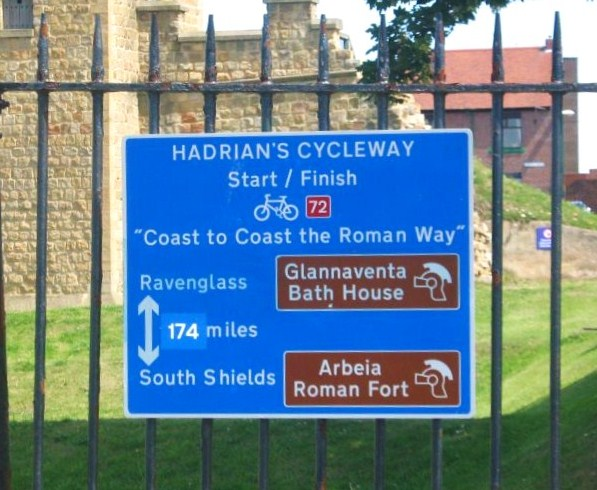
Začátek (či konec) Hadriánovy cyklostezky od pobřeží k pobřeží; Ravenglass a South Shields dělí 280 km

Důležitá byla především ze dvou důvodů. Za prvé tvořila klíčovou součást Hadriánova valu. Ležela totiž přibližně 6,5 kilometru za východním koncem valu, který byl ve Wallsendu (poslední pevnost valu se jmenovala Segedunum), a díky pevnosti Arbeia nebylo možné val prostě obejít překročením řeky Tyne. Za druhé, díky umístění pevnosti a námořní základny v blízkosti Severního moře, v ideální strategické poloze, mohly velké námořní lodě v tamějším přístavu vykládat zásoby, které se potom posádkám ve vnitrozemí dopravovaly už na menších, říčních plavidlech.
O významu pevnosti svědčí i fakt, že posádka v ní zůstala dokonce i po krátkodobém přesunu vojsk z Hadriánova valu na sever, do valu Antoninova.

### Posádky a popis pevnosti
Pevnost postavila šestá legie (Legio VI Victrix) v tradičním tvaru hrací karty, s velitelstvím ve středu, vedle s dvěma sýpkami a domem velitele (kde lze v současnosti spatřit nábytek a fresky); s kasárnami a dílnami v rozích. První posádkou byla Ala Primae Pannoniorum Sabiniana, jízdní jednotka s 500 muži tradičně pocházejícími z oblasti, kde se nachází Maďarsko.

### Sýpky

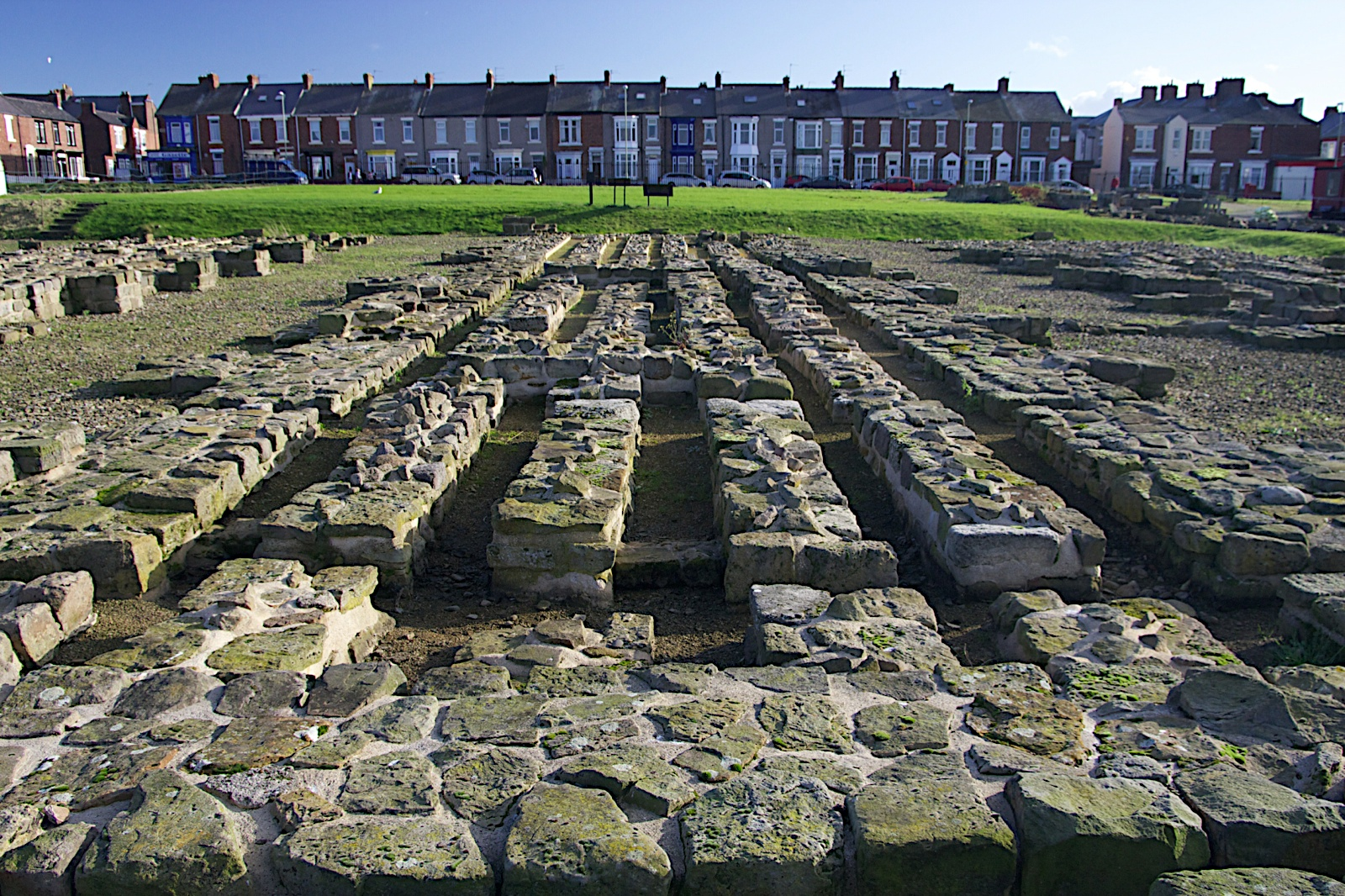
Sýpka v římské pevnosti Arbeia

V pevnosti se zachovaly jediné římské sýpky postavené z kamene, které se v Británii zatím podařilo objevit.

### Septimius Severus
Kolem roku 208 přijel k řece Tyne císař Septimius Severus, aby zpacifikoval severní kmeny. Pevnost byla tehdy přestavěna a kvůli zásobování většího počtu vojáků zvýšili kapacitu sýpek.
Původní posádka byla přesunuta do pevnosti Halton Chesters (Onnum, Hunnum) a vystřídala ji pátá kohorta Galů (Cohors Quintae Gallorum), která původně působila v pevnosti Cramond. Pevnost Arbeia pravděpodobně sloužila jako základna pro římské námořnictvo v Británii, Classis Britannica. Severovy kampaně skončily v roce 211 po císařově smrti.

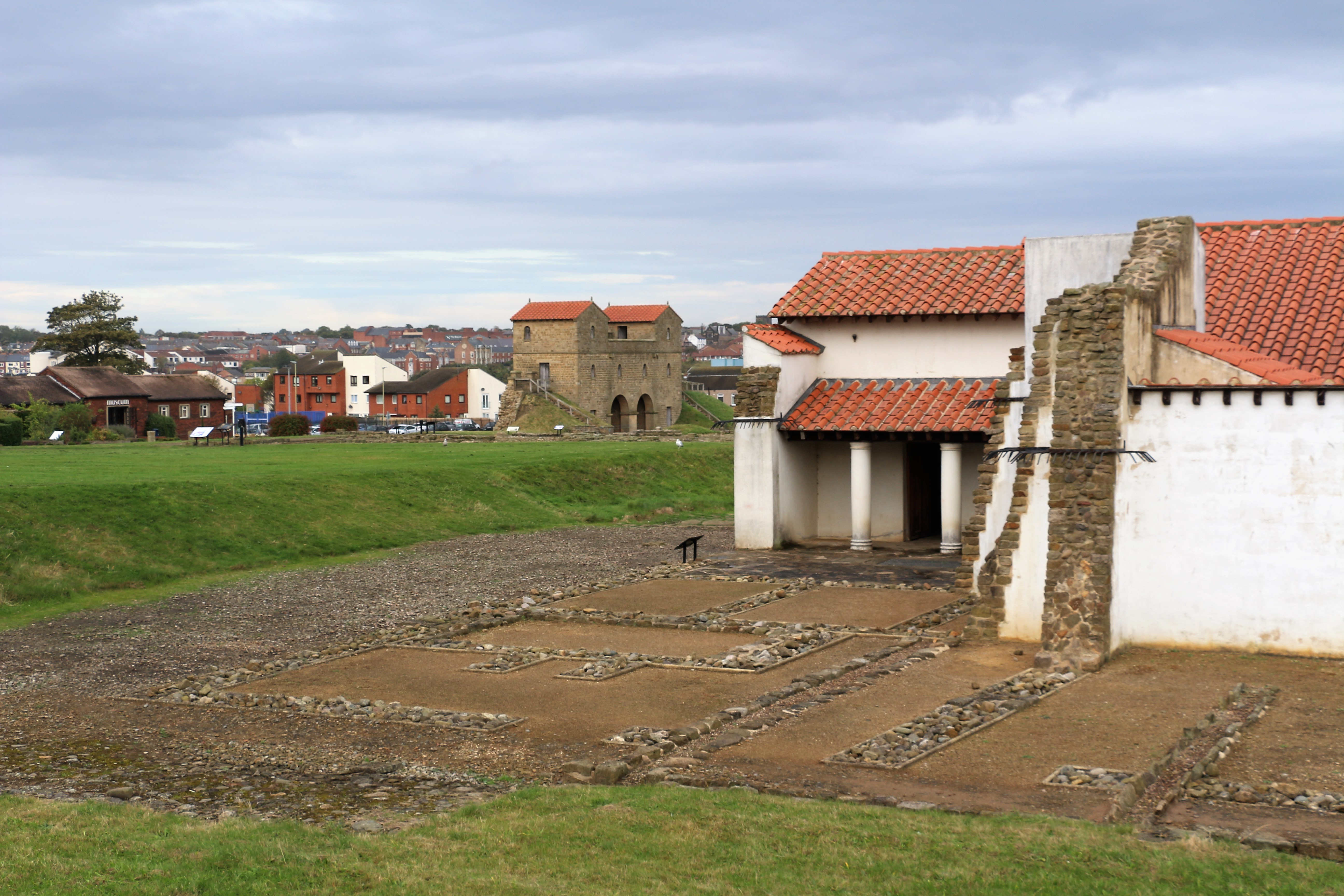
Arbeia

### Název pevnosti
Později, mezi léty 222 a 235, postavili dalších sedm sýpek. Po zbytek 3. století a ve století 4. byla v pevnosti posádka Numerus Barcariorum Tigrisiensium. Tradičně se rekrutovala ze Středního východu, a snad proto zní latinský název pevnosti Arbeia, „místo Arabů“ nebo „pevnost Arabských vojsk“, neboť část posádky svého času pocházela od řeky Tigris.

### 5. až 7. století
Posádka pevnost hájila až do doby, kdy Římané v 5. století Británii opustili.
Z archeologických nálezů jako náhrobek Viktora, který je popsán níže, je známo, že tam působil oddíl španělské kavalérie, první asturský. V pevnostech běžně sloužily jednotky původem z jiných částí Římské říše, ačkoli se časem dost často asimilovaly a nakonec nabíraly rekruty ze svého okolí.

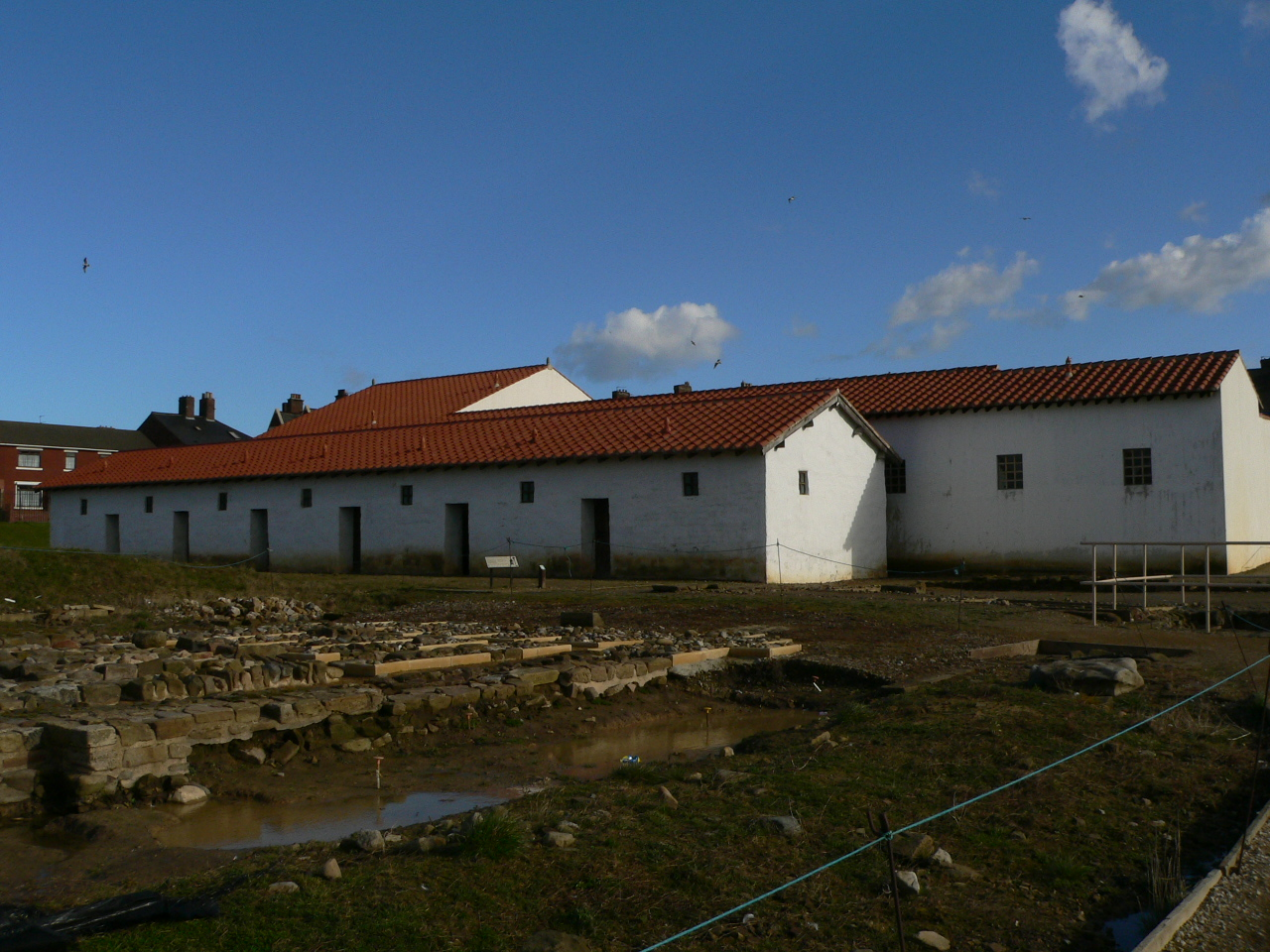
Rekonstrukce kasárenských bloků v pevnosti Arbeia

Jde také údajně o rodiště krále Oswina z anglosaského Království Northumbrie. Svatý Oswin byl zabit roku 651.

## Muzeum
Dvě památky v muzeu v pevnosti Arbeia svědčí o kosmopolitní povaze jejího obyvatelstva. Jedna připomíná Reginu, britskou ženu kmene Catuvellaunů (žil přibližně na území hrabství Hertfordshire). Nejdříve byla otrokyní, jako svobodná žena se pak stala manželkou Barata, obchodníka z Palmyry (v moderní Sýrii). Zemřela ve věku 30 let a Barates jí postavil náhrobek. (On sám je pohřben v nedaleké pevnosti Coria (Corbridge).
Druhý náhrobek patří Viktorovi, dalšímu bývalému otroku, kterého propustil na svobodu Numerianus z Ala I Asturum, který se mu také postaral o pohřeb, když dvacetiletý Victor zemřel. Nápis na kameni uvádí, že Victor byl „Maur“.
Tyto dva náhrobky jsou pokládány za dva nejdůležitější římské náhrobky z římské Británie.
Muzeum dále vlastní oltář neznámého boha a tabulku, ze které bylo odstraněno jméno císaře Alexandra Severa (zemřel 235).

## Rekonstrukce

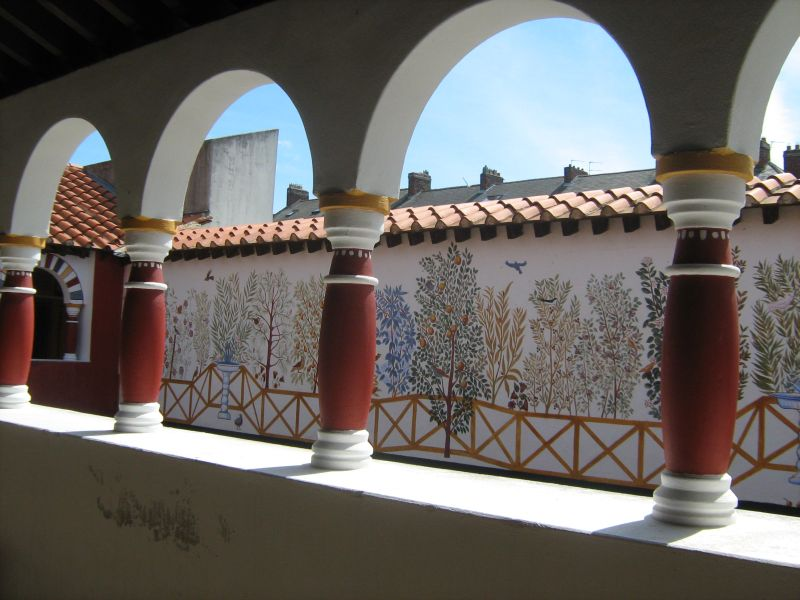
Detail římské pevnosti Arbeia, nástěnné malby v kasárnách

Pevnost byla zrekonstruována na základě výzkumu, který byl proveden po vykopávkách, a domy stojí na místě, kde bývaly v době římské okupace Británie, na původních základech.
Zrekonstruováno bylo hned několik římských budov, včetně Západní brány, kasárenského bloku a domu velitele základny. V bráně se pořádají výstavy související s historií této pevnosti a horní patro poskytuje výhled na archeologické naleziště. V muzeu si lze prohlédnout nejen starověké římské meče a štíty, ale i nejlépe zachovanou kroužkovou zbroj v Británii.